# Diecezja Dunkeld
Diecezja Dunkeld – diecezja Kościoła rzymskokatolickiego w metropolii Saint Andrews i Edynburga w Szkocji. Została erygowana 4 marca 1878 roku. Nadana jej nazwa pochodzi od diecezji istniejącej na podobnym obszarze w okresie przed reformacją. Siedzibą biskupa jest katedra św. Andrzeja w Dundee.

## Podział administracyjny
- Dekanat City of Dundee
- Dekanat Angus
- Dekanat Clackmannanshire
- Dekanat Fife
- Dekanat Kinrossshire
- Dekanat Perthshire